# باول غرين (لاعب كرة قدم أمريكية)
باول غرين (بالإنجليزية: Paul Green)‏ هو لاعب كرة قدم أمريكية أمريكي، ولد في 8 أكتوبر 1966 في كوالينغا في الولايات المتحدة.

## وصلات خارجية
- باول غرين على موقع مرجع كرة القدم المحترفة.كوم (الإنجليزية)